# Parastiquia
En filotaxis, la ciencia que estudia los patrones de crecimiento de los vegetales, el término parastiquia hace referencia a las disposiciones en espiral específicas de los órganos de algunas plantas, como las areolas en los tallos de los cactus, las semillas en las inflorescencias de los girasoles y las escamas en las piñas de las coníferas. Estas espirales implican la inserción de un solo primordio (el estado rudimentario en el que se encuentra un órgano en formación).